# New Utrecht
Pour les articles homonymes, voir Utrecht (homonymie).
New Utrecht est un quartier de l'arrondissement de Brooklyn à New York.